# Acrise
Acrise est une paroisse et une paroisse civile dans le district de Folkestone and Hythe, dans le Kent, en Angleterre, situé à environ six miles au nord de Folkestone.